# Ograda (Słowenia)
Ograda – wieś w Słowenii, w gminie Bloke. W 2018 roku pozostawała niezamieszkana.